# منظمة الدرع العالمية للدفاع عن حقوق وحرية المواطن

## منظمة الدرع العالمية للدفاع عن حقوق وحرية المواطن
هي منظمة غير حكومية إنسانية ، يقع مقرها الحالي في بروكسل عاصمة بلجيكا ومقراتها الفرعية في فيينا جمهورية النمسا والمانيا وباريس فرنسا وبوخاريست جمهورية رومانيا ومفوضية الشرق الاوسط وافريقيا، وتُركز منظمة الدرع العالمية  في انشطتها على كل القضايا التي تتعلق بحقوق الإنسان، يتجسد هدفها المعلن في دعم وتعزيز حماية حقوق الانسان والعدالة وسيادة القانون في العالم. تأسست في دولة اوكرانيا مدينة اوديسا سنة 2011 وفق القوانين و المعايير الدولية للقانون الدولي لجنيف والأمم المتحدة ، مؤسسها ورئيسها الحالي الدكتور صالح محمد ظاهر،تكرس المنظمة عملها الانساني التطوعي على مراقبة حقوق الانسان والحفاظ عليها ورصد عدم انتهاكها في جميع أنحاء العالم وذلك من أجل عالم يتمتع فيه جميع البشر بحقوق الإنسان المنصوص عليها في الإعلان العالمي لحقوق الانسان.